# Институт внеземной физики Общества Макса Планка
Институт внеземной физики имени Макса Планка (нем. Max-Planck-Institut für extraterrestrische Physik, MPE) был основан в 1963 году как отделение Института астрофизики Общества Макса Планка в Мюнхене. В 1991 году он стал самостоятельным. Институт занимается прежде всего космическими астрономическими наблюдениями инфракрасных, рентгеновских и гамма-излучений, а также in situ измерением плазмы в околоземном пространстве. Институт входит в Общество Макса Планка и находится в Гархинге.
Руководители и сферы их деятельности:
- Ральф Бендер, внегалактическая астрономия, оптическая астрономия и интерпретация явлений, физика околоземного пространства
- Райнхард Генцель, инфракрасная и субмиллиметровая астрономия
- Грегор Морфилл, теория и пылевая плазма
- Кирпл Нандра, рентгеновская и гамма-астрономия